# Jazz & Blues Award
Der Jazz & Blues Award Berlin  war eine jährlich stattfindende Musikpreisverleihung in Berlin, welche im Jahr 2001 von der „Jazzinitiative Berlin e. V.“ aus der Taufe gehoben wurde und bis 2009 bestand.

## Geschichte
Die Jazzinitiative Berlin, die die Preisverleihung veranstaltete, ist ein Zusammenschluss von Jazzveranstaltern, Jazzclubs, Musikern und Jazzliebhabern, deren Ziel es ist, dem Jazz der Bundeshauptstadt ein angemessenes Podium zu verschaffen.
Auf dem Jazz & Blues Award, zu einer etablierten Veranstaltung in der deutschen Jazzlandschaft geworden war, wie das wachsende Interesse der Medien und die steigenden Bewerber- und Besucherzahlen belegten, wurde alljährlich ein Jury-Preis (Combo-Award, Special-Award) und ein Publikumspreis vergeben. Preisfigur ist die „Ella“, eine bronzene Statue, inzwischen auch bekannt als „Berliner Jazz Oscar“. Bis zum Jahr 2007 traten annähernd einhundert Bands und Künstler auf der Preisverleihung auf. Für die Mehrzahl von ihnen war dieser Auftritt der Beginn einer nachhaltigen Karriere. Einer der Schirmherren der Veranstaltung war Till Brönner, der auf dem 6. Jazz & Blues Award Berlin 2006 von der Präsidentin der
Deutschen Jazzföderation als Deutscher Jazzbotschafter ausgezeichnet wurde.

## Liste der Preisträger
- 2001: Night Train, Jacobien Vlasman Quartett, "Detroit" Gary Wiggins Group (2. Platz), Blue Bayou Band (3. Platz)[2]
- 2002: Godwana (Taiko Saitō, Thibault Falk, Thomas Auffarth und Marc Draeger), sowohl Kritiker- als auch Publikumspreis
- 2003: Manfred Dierkes Trio (Combo-Award), Rolf von Nordenskjöld Orchestra (Special-Award)
- 2004: Deep Strings (Combo-Award), Waldi Weiz und Band (Special-Award)
- 2005: Griese-Kappe Quartett (Combo-Award)[3], Clave Azul (Special-Award),[4] Sinti Swing Berlin (Publikumspreis).
- 2006: Kattorna (Combo-Award), Abdourahmane Diop & Griot Music Company (Special-Award)
- 2007: Blowing Front (Combo-Award), Jazzvocals (Special-Award)
- 2008: Marc Schmolling & Iris Roman (German Realbook), Mo'Blow (Funk Jazz)
- 2009: Marie Séférian Quartett, Benjamin Attiche Quartet

## Diskografie
- 2001:  Jazz & Blues Award 2001 (studio 1058)
- 2002: Jazz & Blues Award 2002 (Monopol)
- 2003: Jazz & Blues Award 2003 (Monopol)
- 2004: Jazz & Blues Award 2004 (Monopol)
- 2005: Jazz & Blues Award 2005 (Icestorm)
- 2006:  Jazz & Blues Award 2006 (studio 1058)
- 2007:  Jazz & Blues Award 2007 (studio 1058)